# Ngàn điểm ánh sáng
Một ngàn điểm ánh sáng (tiếng Anh: a thousand points of light) là cụm từ gắn với tên tuổi Tổng thống Hoa Kỳ George H. W. Bush. Sau này, tổ chức phi lợi nhuận Points of Light được ông thành lập với mục đích thúc đẩy tinh thần hoạt động tình nguyện.

## Lịch sử
Thuật từ được Bush dùng trong bài phát biểu nhận sự đề cử của Đại hội Toàn quốc Đảng Cộng hòa 1988 trong cuộc tranh cử Tổng thống. Được soạn bởi Peggy Noonan và Craig R. Smith, bài phát biểu liên hệ các tổ chức và câu lạc bộ tình nguyện của nước Mỹ như "sự đa dạng lan tỏa như những vì sao, như một ngàn điểm ánh sáng trên bầu trời rộng lớn và hòa bình." Bush lặp lại cụm từ này tại cuối bài phát biểu và khẳng định rằng ông sẽ "giữ nước Mỹ tiến lên, luôn luôn tiến lên, vì một nước Mỹ tốt đẹp hơn, vì một giấc mơ kéo dài bất tận và một ngàn điểm ánh sáng."
Trong diễn văn nhậm chức Tổng thống ngày 20 tháng 11 năm 1989, ông phát biểu:
Tôi đã nói về một ngàn điểm ánh sáng, về tất cả các hội đoàn cộng đồng như những ngôi sao đang trải rộng trên khắp Quốc gia và hoạt động tốt. Chúng ta sẽ sát cánh bên nhau cùng làm việc, khích lệ, đôi khi dẫn dắt người khác, đôi lúc được người khác dẫn dắt, động viên. Chúng ta sẽ làm điều này tại Nhà Trắng, tại các cơ quan Nội các. Tôi sẽ đến với mọi người và các chương trình là những điểm còn sáng hơn nữa, và tôi sẽ thôi thúc mọi thành viên chính phủ cùng tham gia. Những ý niệm xưa cũ trở nên tươi mới bởi vì chúng [thực ra] không xưa cũ mà trường tồn, đó là: trách nhiệm, sự hy sinh, cam kết và lòng yêu nước biểu hiện trong sự chung sức và đồng hành.